# Erika Pichler
Erika Christine Pichler (geb. 1940 in Klagenfurt) ist eine österreichische Hebamme und Naturheilkundlerin.

## Leben
Erika Pichler erhielt ihre Ausbildung zur Wochenbettpflegerin und Hebamme an der Universität München. In Berlin war sie 1980–1982 Leiterin der Hebammenschule am Martin-Luther-Krankenhaus in Berlin. In Bayern war sie als Hebamme und freiberufliche Lehrhebamme tätig und entwickelte Übungen für Paare zur Geburtsvorbereitung. Sie ist Mitbegründerin des Zentrums der Familie in Freising. Bis 2015 leitete sie eine Praxis für Gesundheitspflege in Seeboden, Kärnten. André Heller widmete der „legendären Hebamme Erika Pichler“ eine Folge seiner Gesprächsserie André Hellers Menschenkinder, die 2013 im ORF ausgestrahlt wurde.
Seit 1992 stellt sie nach eigener Rezeptur Blütenessenzen aus 15 Almblumen von den Hängen des Oberen Mölltals und des Großglockners mit Quellwasser her, die sie nach der Göttin Noreia benannte. Sie werden wie die Bach-Blüten zur „ganzheitlichen Gesundheitspraxis“ gezählt und für „seelische Gesundheitsvorsorge“ sowie zur „Akut-Behandlung von Stress-Situationen“ angewendet. In dem vom Deutschen Hebammenverband herausgegebenen Buch Geburtsarbeit. Hebammenwissen zur Unterstützung der physiologischen Geburt werden die Essenzen als komplementärmedizinische Methode vorgestellt.
Erika Pichler ist seit 1987 Mitglied der Internationalen Studiengemeinschaft zur pränatalen Psychologie und Medizin.

## Veröffentlichungen
- Noreia Blüten Essenzen: Stärken und Behüten mit den Gaben der Natur, unter Mitarbeit von Otto Jäger (Bioresonanz) und Helmut Hartl (Botanik); Eigenverlag E. C. Pichler, Heiligenblut 2004, ISBN 978-3-9501808-0-0; 2. Aufl. 2007
- Die innere Reise: eine Meditation für Schwangere, DVD-Video (16 Min.), Robert Braun, Bischofshofen o. J.